# Лорд-канцлер Шотландии
Лорд-канцлер Шотландии, формально лорд верховный канцлер (скотс Laird Chancellor o Scotland, англ. Lord Chancellor of Scotland) — высшее государственное должностное лицо в королевстве Шотландия.
Лица, занимавшие эту должность, известны с 1123 года, но её обязанности иногда исполнялись должностным лицом более низкого статуса с титулом Хранителя Большой печати. С XV века канцлером обычно становились либо епископ, либо пэр.
В Унии лорд-хранитель Большой печати Англии стал первым лордом-канцлером Великобритании, но граф Сифилд продолжал оставаться лордом-канцлером Шотландии до 1708 года. В 1713 году он был вновь назначен на эту должность и оставался чрезвычайным лордом Сессионного суда (высший суд Шотландии по гражданским делам) вплоть до своей смерти в 1730 году.

## Список лордов-канцлеров Шотландии

### Давид I
- 1124—1126: Джон Капелланус;
- 1126—1143: Герберт Селкиркский;
- пер. 1143—1145: Эдуард, епископ Абердина;
- ок. 1147 — ок. 1150: Уильям Комин;
- пер. 1150—1153: Уолтер, возможно Уолтер Фиц-Алан[1].

### Малкольм IV
- 1153—1165: Энгерран, епископ Глазго.

### Вильгельм I
- 1165—1171: Николас;
- ок. 1171—1178: Уолтер де Бидун, епископ Данкельда;
- ок. 1178—1189: Роджер де Бомон, епископ Сент-Эндрюса;
- 1189—1199: Хью де Роксбург, епископ Глазго;
- 1199—1202: Уильям де Мальвейзен, епископ Глазго;
- 1203—1210: Флоренс Холланд, избранный епископ Глазго;
- 1211—1224: Уильям дель Буа, архидьякон Лотиана.

### Александр II
- 1226—1227: Томас де Стерлинг, архидьякон Глазго;
- 1227—1230: Мэтью Скотт, избранный епископ Данкелда;
- 1231—1233: Уильям де Бондингтон, епископ Глазго;
- 1233—1249: сэр Уильям де Линдсей.

### Александр III
- 1249—1250: Роберт де Келделет, аббат Данфермлина;
- 1250—1253: Гамелен, епископ Сент-Эндрюса;
- 1256—1257: Ричард де Инверкейтинг, епископ Данкелда;
- 1259—1273: Уильям Уишарт, епископ Глазго;
- 1273 — ок. 1279: Уильям Фрейзер, епископ Сент-Эндрюса;
- 1285—1291: Томас Чартерис, архидьякон Лотиана.

### Английские назначенцы в период междуцарствия
- 1291: Алан де Сент-Эдмунд, епископ Кейтнесса;
- 1292: Уильям де Дамфрис;
- 1292: Алан де Дамфрис;
- 1294—1295: Томас де Хансингхор;
- 1295—1296: Александр Кеннеди;
- 1296—1304?: Уолтер де Амершам;
- ок. 1301 — ок. 1305: Николас де Балмайл, епископ Данблейна;
- 1304—1306: Уильям де Беверкотс.

### Роберт I
- 1308—1328: Бернард из Килуиннинга, аббат Арброата (позже епископ Островов).

### Давид II
- 1328—1329: Уолтер де Твинхэм, ректор Глазго Примо;
- 1329—1332: Адам Моравский, епископ Брехина;
- 1338—1341: Уильям Буллок, канцлер Эдуарда Балиоля[2];
- 1342: Уильям де Боско;
- 1335/1340—1346: сэр Томас Чартерис;
- 1350—1352: Уильям Колдуэлл;
- 1353—1370: Патрик де Лейшарс, епископ Брехина.

### Роберт II
- 1370—1377: Джон де Каррик, избранный епископ Данкелда;
- 1377—1390: Джон де Пиблз, епископ Данкелда;

### Роберт III
- 1394: Дункан Пети, архидьякон Глазго;
- 1396—1421: Жильбер де Гринлоу, епископ Абердина.

### Яков I
- 1422—1425: Уильям Лаудер, епископ Глазго;
- 1426—1439: Джон Кэмерон, епископ Глазго.

### Яков II
- 1439 — ок. 1444: Уильям Крайтон, 1-й лорд Крайтон;
- 1444: Джеймс Кеннеди, архиепископ Сент-Эндрюса;
- 1444—1447: Джеймс Брюс, епископ Данкелда и Глазго;
- 1447—1453: Уильям Крайтон, 1-й лорд Крайтон;
- 1454—1456: Уильям Синклер, граф Оркнейский и Кейтнесс;
- 1457—1460: Джордж Шоресвуд, епископ Бречина.

### Яков III
- 1460—1482: Эндрю Стюарт, 1-й лорд Эйвондейл;
- 1482—1483: Джон Лэнг, епископ Глазго;
- 1483: Джеймс Ливингстон, епископ Данкелда;
- 1483—1488: Колин Кэмпбелл, 1-й граф Аргайл.

### Яков IV
- февраль — июнь 1488: Уильям Элфинстон, епископ Абердина;
- 1488—1492: Колин Кэмпбелл, 1-й граф Аргайл;
- 1493—1497: Арчибальд Дуглас, 5-й граф Ангус;
- 1497—1501: Джордж Гордон, 2-й граф Хантли;
- 1501—1504: Джеймс Стюарт, герцог Росс;
- 1510—1513: Александр Стюарт (ум. 1513), архиепископ Сент-Эндрюс.

### Яков V
- 1513—1526: Джеймс Битон, архиепископ Глазго (позднее архиепископ Сент-Эндрюса);
- 1527—1528: Арчибальд Дуглас, 6-й граф Ангус;
- 1528—1543: Гэвин Данбар, архиепископ Глазго.

### Мария I
- 1543—1546: Дэвид Битон, архиепископ Сент-Эндрюса;
- 1546—1562: Джордж Гордон, 4-й граф Хантли;
- 1563—1566: Джеймс Дуглас, 4-й граф Мортон;
- 1566—1567: Джордж Гордон, 5-й граф Хантли.

### Яков VI
- 1567—1573: Джеймс Дуглас, 4-й граф Мортон;
- январь — сентябрь 1573: Арчибальд Кэмпбелл, 5-й граф Аргайл;
- 1573—1578: Джон Лайон, 8-й лорд Глэмис;
- 1578—1579: Джон Стюарт, 4-й граф Атолл;
- 1579—1584: Колин Кэмпбелл, 6-й граф Аргайл;
- 1584—1585: Джеймс Стюарт, граф Арран;
- 1586—1595: Джон Мейтленд, 1-й лорд Мейтленд из Тирлестана;
- 1599—1604: Джон Грэм, 3-й граф Монтроз;
- 1604—1622: Александр Сетон, 1-й граф Данфермлин;
- 1622—1634: Джордж Хэй, 1-й граф Кинньюл.

### Карл I
- 1634—1638: Джон Споттисвуд, архиепископ Сент-Эндрюса;
- 1638—1641: Джеймс Гамильтон, 1-й герцог Гамильтон;
- 1641—1660: Джон Кэмпбелл, 1-й граф Лаудон.

### Карл II
- 1660—1664: Уильям Каннингем, 9-й граф Гленкерн;
- 1664—1681: Джон Лесли, 7-й граф Роутс (1-й герцог Роутс с 29 мая 1680 года);
- 1681—1682: должность вакантна;
- 1682—1684: Джордж Гордон, 1-й граф Абердин.

### Яков VII
- 1684—1689: Джеймс Драммонд, 4-й граф Перт.

### Вильгельм IIиМария II
- 1689—1692: в комиссии;
- 1692—1696: Джон Хэй, 1-й маркиз Твиддейл;
- 1696—1702: Патрик Хьюм, 1-й граф Марчмонт.

### Анна
- 1702—1704: Джеймс Огилви, 1-й граф Сифилд;
- 1704—1705: Джон Хэй, 2-й маркиз Твиддейл;
- 1705—1707: Джеймс Огилви, 1-й граф Сифилд.